# Le canzoni di Anna Magnani
Le canzoni di Anna Magnani è una raccolta postuma di brani musicali e di dialoghi di Anna Magnani, pubblicata dalla Fonit Cetra nel 1989.

## Tracce

### Disco uno
1. La canzone della sciantosa - La Sciantosa (1971) (il primo film del ciclo Tre donne regia di Alfredo Giannetti)
2. Qui nel cuor  -  (tratto dalla colonna sonora del film del 1941 Teresa Venerdì di Vittorio De Sica
3. Non toccar -  (tratto dalla colonna sonora del film del 1942 Finalmente soli di Giacomo Gentilomo
4. Ebbene, tu partirai
5. Deh, vieni all'anima mia
6. Basta solo un fiore -  (tratto dalla colonna sonora del film del 1943 L'ultima carrozzella di Mario Mattoli
7. Canta se la vuoi cantar - Cesare Andrea Bixio, Enzo Bonagura, Ferrante Alvaro De Torres
8. O cunto 'e Mariarosa - Ernesto Murolo, Ernesto Tagliaferri
9. Stornelli 1
10. Commedia dell'Arte Montage
11. Come è bello fa' l'ammore quanno è sera - L. Martelli, E. Neri, Gino Simi
12. Scapricciatiello - (Pacifico Vento, Ferdinando Albano) tratto dalla colonna sonora del film del 1957 Selvaggio è il vento di George Cukor
13. Aggio perduto 'o suonno - Gino Redi, Alvise Natili
14. Geppina Gepi -  Francesco Saverio Mangieri (tratta dal film del 1960 di Mario Monicelli Risate di gioia in cui la Magnani lacanta con Totò)
15. Stornelli 2
16. Le rose rosse - La Sciantosa (1971) (il primo film del ciclo Tre donne regia di Alfredo Giannetti)
17. 'O surdato 'nnammurato - Aniello Califano - Enrico Cannio- La versione de La Sciantosa (1971) di Alfredo Giannetti

### Disco due (Rascel - Magnani)
1. Presentazione, Renato Rascel
2. Quando la sera -  Renato Rascel
3. Dialogo Rascel-Magnani
4. Arrivederci Roma -  Renato Rascel, Pietro Garinei, Sandro Giovannini - canta Anna Magnani
5. Per cui... (poesia di Trilussa)
6. Intervista ad Anna Magnani -    a cura di Luca Di Schiena Intervista in occasione del Premio Oscar 1956
7. Intervista ad Anna Magnani ed a Pier Paolo Pasolini -   a cura di Lello Bersani. Intervista in occasione della preparazione del film "Mamma Roma" (1962)
8. Breve dichiarazione di Anna Magnani,  a cura di Lello Bersani
9. Stornello

## Crediti
- Vincenzo Mollica (a cura di)
- Federico Fellini,   Design della copertina del libretto
- Margherita Barcucci, grafica
- Intervistatori: Lello Bersani e Luca Di Schiena
- Supervisione di Franco Finetti